# 인스턴트 차

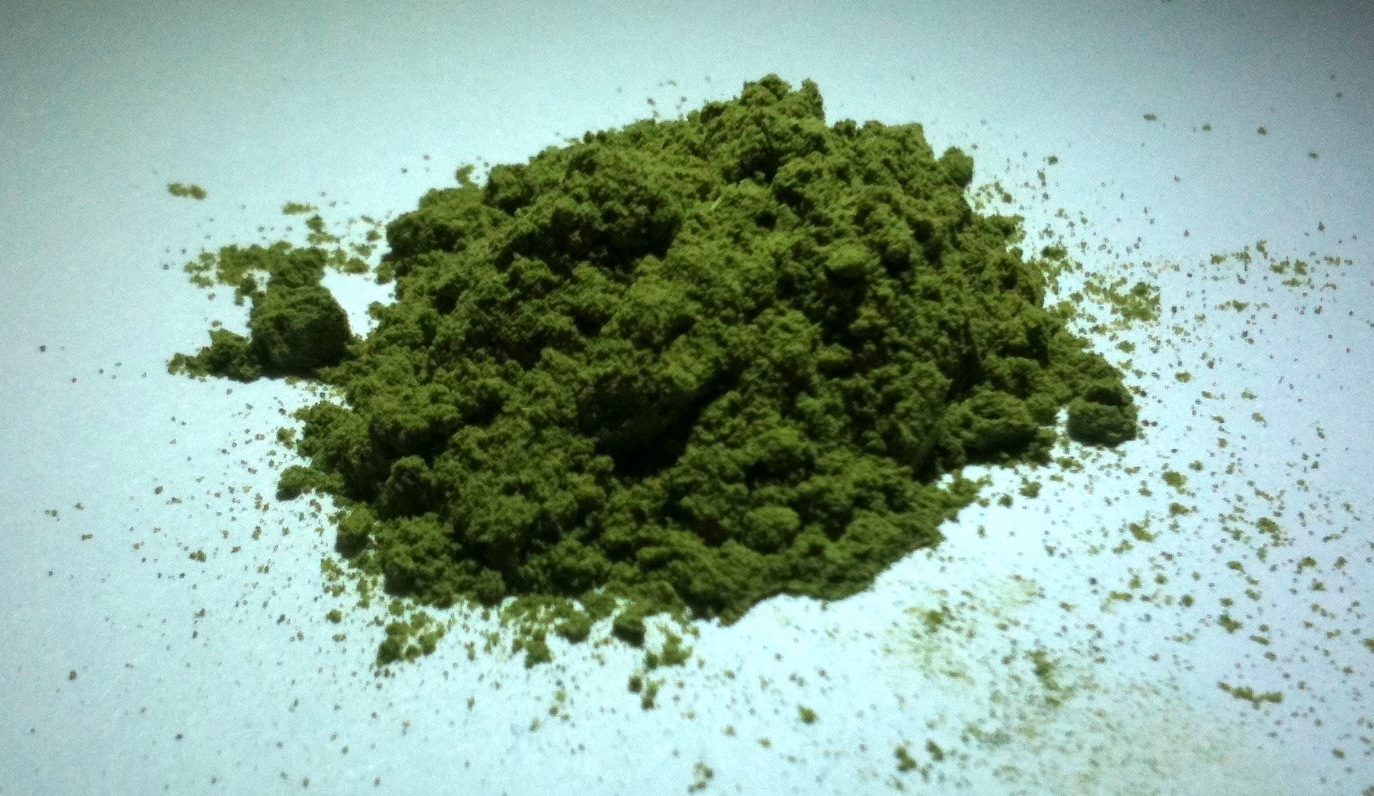
훈마츠차: 인스턴트 녹차

인스턴트 차, 인스턴트 티(instant tea), 즉석차는 물을 넣어 차를 우려낸 가루 형태의 차이다. 최초의 인스턴트 차는 1885년 영국에서 개발되었다.:538 농축 차 추출물, 설탕, 증발유로 만든 페이스트에 대한 특허가 등록되었는데, 뜨거운 물을 넣으면 차가 된다. 그러나 분무 건조 기술을 통해 차 농축액을 제품의 풍미를 손상시키지 않는 온도에서 건조할 수 있게 되기 전까지는 주목할 만한 발전이 없었다.

## 성분 및 구조
인스턴트 차 분말 자체는 차에서 발견되는 맛, 향, 색소를 건조시킨 것이다. 시판 시에는 맛을 내기 위해 설탕, 신맛을 내기 위해 구연산, 그리고 라즈베리나 레몬처럼 일반적으로 찻잎에는 없는 다른 향료를 첨가할 수 있다. 물리적으로 보면, 농축 차는 대부분 물에 특정 맛을 내기 위해 용해된 성분으로 이루어져 있다. 이는 차가 뉴턴 유체에 속함을 의미한다. 물을 넣었을 때 향과 색 성분이 고르게 분포된다는 것은 재구성된 차가 균질한 혼합물임을 나타낸다. 찻잎과 뜨거운 물을 사용하여 만든 전통 차에는 불용성 성분이 있어 현탁액이 되는 반면, 인스턴트 차는 물에 녹도록 제조된다.